# Mrlakenstein
Mrlakenstein (angleško Voldemort) je lik iz knjig »Harry Potter« britanske pisateljice J. K. Rowling. Bil je eden največjih zlobnih čarovnikov v zadnjem stoletju.
Od leta 1938 do 1945 je obiskoval Bradavičarko. Njegovo pravo ime je bilo Mark Neelstin (angleško Tom Marvolo Riddle), vendar se je zaradi sramu, ker njegov oče ni bil čarovnik (bil je »bunkelj«, nečarovnik), preimenoval. Živel je v sirotišnici, saj mu je mama ob porodu umrla, oče pa je mamo zapustil takoj, ko je izvedel, da je čarovnica. Pozneje se je vrnil Neelstinov dvorec ter ubil očeta. 
Po mamini strani je bil spolzgadov potomec in zato je na Bradavičarki odprl dvorano skrivnosti. Odprl jo je lahko le tisti, ki je bil luskust (tisti, ki zna govoriti s kačami). Ko je končal šolanje, je potoval po svetu in prestal veliko čarovniških preobrazb. Priskrbel si je tudi svojo kačo, ki jo je poimenoval Nagini. Nagini je tudi postala eden od njegovih sedmih skrižvnov. 
Nato pa se je zopet pojavil pod imenom Mrlakenstein. Njegovi podložniki so se imenovali Jedci smrti. Dolgo časa so ljudje trepetali pred njim. Potem pa se je zgodilo nekaj nenavadnega. Neke noči se je odpravil, da bi ubil družino Potter. Harryjevega očeta in mamo je ubil, od Harryja pa se je moč odbila nazaj v Mrlakensteina, saj ni opazil, da je Harryjeva mama (Lily Potter) zavarovala Harryja z urokom zvestobe. Izgubil je vso moč. Leta 1994 pa se je zopet vrnil (vrnitvi je bil priča le Harry Potter in Jedci smrti), v novem telesu, ki ima dolge, bele prste, rdeče, nore oči in reže namesto nosu. Dokopati se je želel tudi do prerokbe, s katero bi se morebiti lahko znebil Harryja, a mu po zaslugi slednjega to ni uspelo. Kmalu mu je Albus Dumbledore uničil prvi del duše (prvi Skrižven). Nato pa je Harry s pomočjo Hermione in Rona uničil še ostale ter Mrlakensteina dokončno ubil.
V novi knjigi Harry Potter in otrok preklestva izvemo, da je tik pred smrtjo dobil hčerko z imenom Delphi, katere mati je Bellatrix.